# Beat Happening
I Beat Happening sono un gruppo musicale statunitense, originario di Olympia (Washington) e formatosi nel 1982.

## Storia
All'età di 17 anni, Calvin Johnson diventa una delle firme della Subterran Pop (poi Sub Pop Records). Iscritto all'Evergreen State College, il giovane Johnson decide di fondare una propria etichetta discografica, la K Records, con cui distribuisce la propria musica. Inoltre decide di mettere in piedi un vero e proprio progetto musicale, contattando Heather Lewis e Bret Lunsford. Nascono così nel 1983 i Beat Happening.
Il debutto discografico avviene nel 1985 con il self-titled Beat Happening (K-Sub Pop), prodotto da Greg Sage dei Wipers. Si tratta di un ottimo biglietto da visita, basato su un lavoro lo-fi di stampo post-rock.
Nel 1988 esce Jamboree, album coprodotto da Mark Lanegan, all'epoca frontman degli Screaming Trees. Il disco si approccia all'indie rock con tendenze noise e punk.
A questo punto la collaborazione tra Lanegan e Johnson si intensifica. Nel 1988 i due musicisti organizzano un tour americano insieme e incidono lo split album Beat Happening/Screaming Trees (Homestead). 
Nel 1989 viene pubblicato il terzo album dei Beat Happening. Si tratta di Black Candy. In questo disco è presente il primo duetto tra Johnson e Heather Lewis (in Other Side). In generale il disco si caratterizza di un twee pop che pone fine alle sperimentazioni della produzione precedente.
Nel 1991 esce Dreamy e, come la maggior parte degli artisti nei primi anni '90, la band si approccia al grunge. Nello stesso anno la band partecipa al festival Lollapalooza. Tuttavia Calvin organizza l'International Pop Underground, inscenando un suo show a San Francisco e chiamando a raccolta altri gruppi tra cui Fugazi e The Fastbacks. Il festival diventa un successo e la sua K Records diventa punto di riferimento per la scena indie.
Col tempo viene in parte accantonato il progetto Beat Happening. L'ultima produzione del gruppo è You Turn Me On (1992). 
Chiudono sostanzialmente qui la loro esperienza come gruppo.
Nel 2000 rilasciano il singolo Angel Gone.

## Formazione
- Calvin Johnson - voce, chitarra
- Heather Lewis - batteria, chitarra, voce, polistrumentista
- Bret Lunsford - batteria, chitarra

## Discografia

### Album in studio
- 1985 - Beat Happening
- 1988 - Jamboree
- 1989 - Black Candy
- 1991 - Dreamy
- 1992 - You Turn Me On

### EP
- 1984 - Beat Happening Cassette
- 1984 - Three Tea Breakfast Cassette
- 1988 - Crashing Through
- 1988 - Beat Happening/Screaming Trees (split con i Screaming Trees)

### Raccolte
- 1990 - 1983-85
- 2002 - Crashing Through
- 2003 - Music to Climb the Apple Tree By
- 2015 - Look Around (K/Domino)

### Singoli
- 1984 - Our Secret / What's Important
- 1987 - Look Around / That Girl
- 1988 - Honey Pot / Don't Mix The Colors
- 1990 - Red Head Walking / Secret Picnic Spot
- 1990 - Nancy Sin / Dreamy
- 1991 - Sea Hunt / Knock On Any Door
- 2000 - Angel Gone / Zombie Limbo Time

### Box set
- 2019 - We are Beat Happening